# Achkan

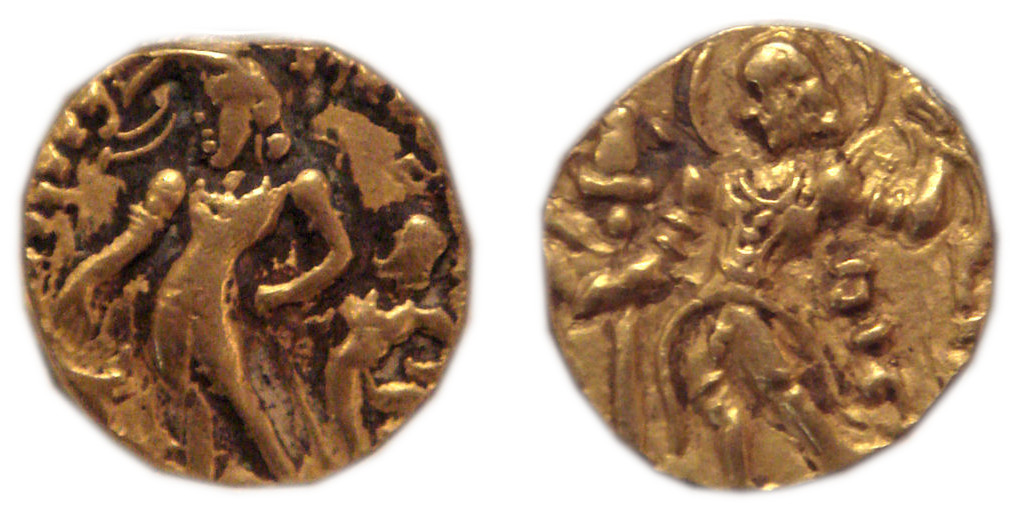
Chandragupta II sulla moneta d'oro, Impero Gupta.

Achkan (in lingua hindi अचकन) noto anche come Baghal bandi è una giacca lunga fino al ginocchio indossata dagli uomini, in particolare in India, Nepal, Bangladesh e Pakistan molto simile all'Angarkha e allo Sherwani.

## Etimologia

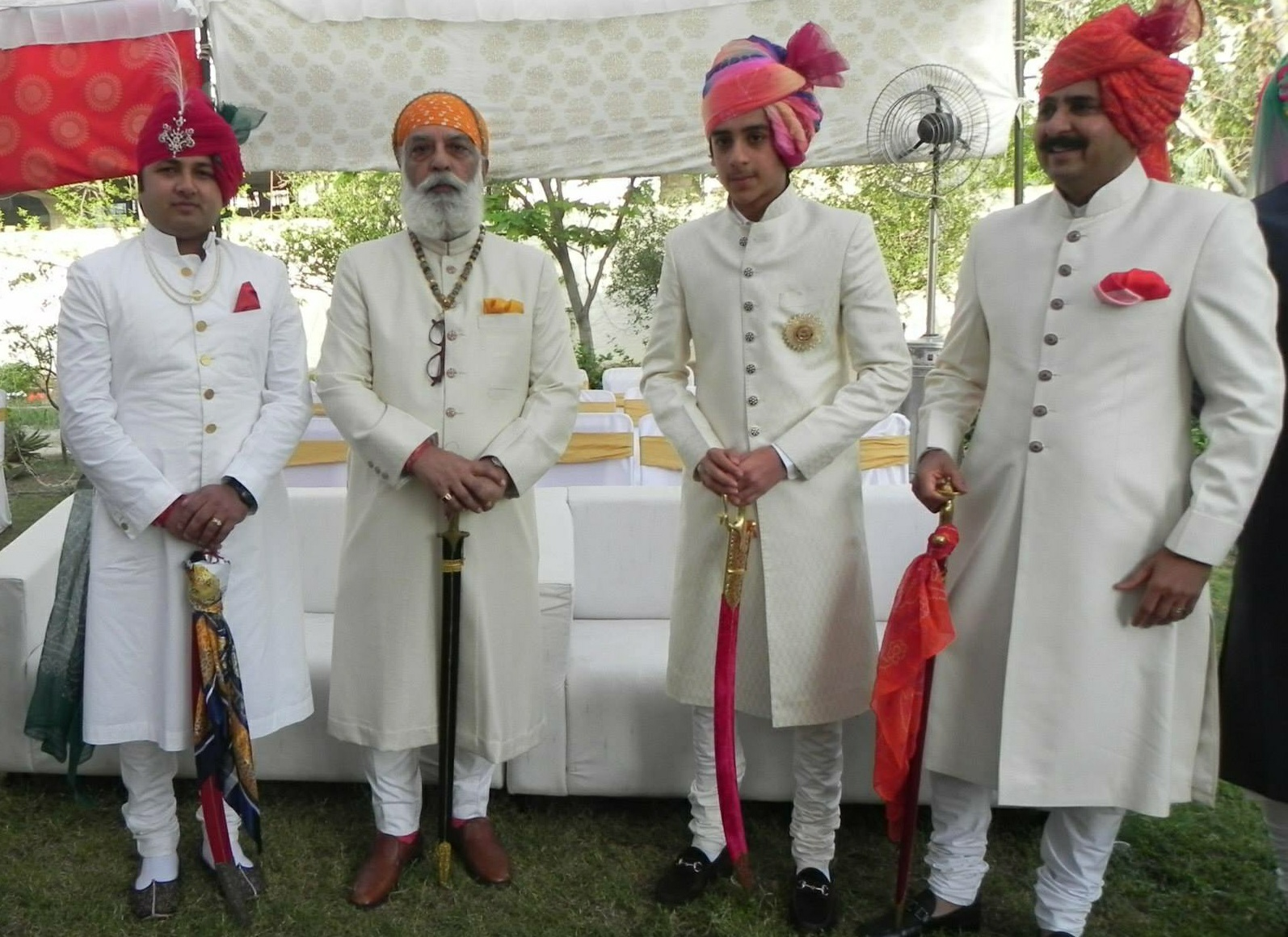
Achkan indossato durante un matrimonio indù in Rajasthan, India.

IL termine achkan è derivato da Angarkha (dalla lingua sanscrita: अंगरक्षक, anga-rakshaka protettore del corpo). L'angarkha era indossato in varie parti dell'Asia del Sud e mentre il taglio di base è rimasto lo stesso, gli stili e le lunghezze variano da regione a regione.

## Storia
L'achkan ebbe origine in India già nel II secolo a.C. come abito di corte per i nobili e reali ed è stato indossato come abito per tutti i giorni fino alla fine del XX secolo dalla popolazione in generale e anche negli Stati principeschi dell'India britannica dell'Asia meridionale. Può essere distinto dal Sherwani attraverso vari aspetti, in particolare l'apertura frontale. L'achkan ha la tradizionalmente apertura laterale legato con lacci e questo stile di apertura è noto come  baghal bandi , ma gli abiti con apertura frontale non erano infrequenti, simile agli Angarkha. Mentre lo sherwani ha sempre l'apertura frontale diritta, grazie alla sua funzione di soprabito. L'achkan, come l'Angarkha è stato tradizionalmente indossato con la cintura nota come patka, kamarband o dora, avvolta intorno alla vita per mantenere l'intero costume a posto. Mentre lo sherwani è stato tradizionalmente indossato come soprabito per le occasioni speciali durante il medioevo l'achkan è sempre stato indossato con il dhoti o il churidar. L'achkan è realizzato con vari tessuti per le occasioni formali e informali ed è dotato di ricami tradizionale come Gota e Badla. Oggi l'achkan è comunemente indossato dagli sposi nelle cerimonie nuziali nell'Asia del Sud o in altre occasioni di feste formali.
Esistono diverse varianti regionali dell'achkan nell'Asia meridionale e sono noti con i nomi regionali di Daura in Nepal e nell'India del nord-est, Angi nel sud dell'India e Chola o Cholu nell'Himalaya indiano.

## Galleria d'immagini

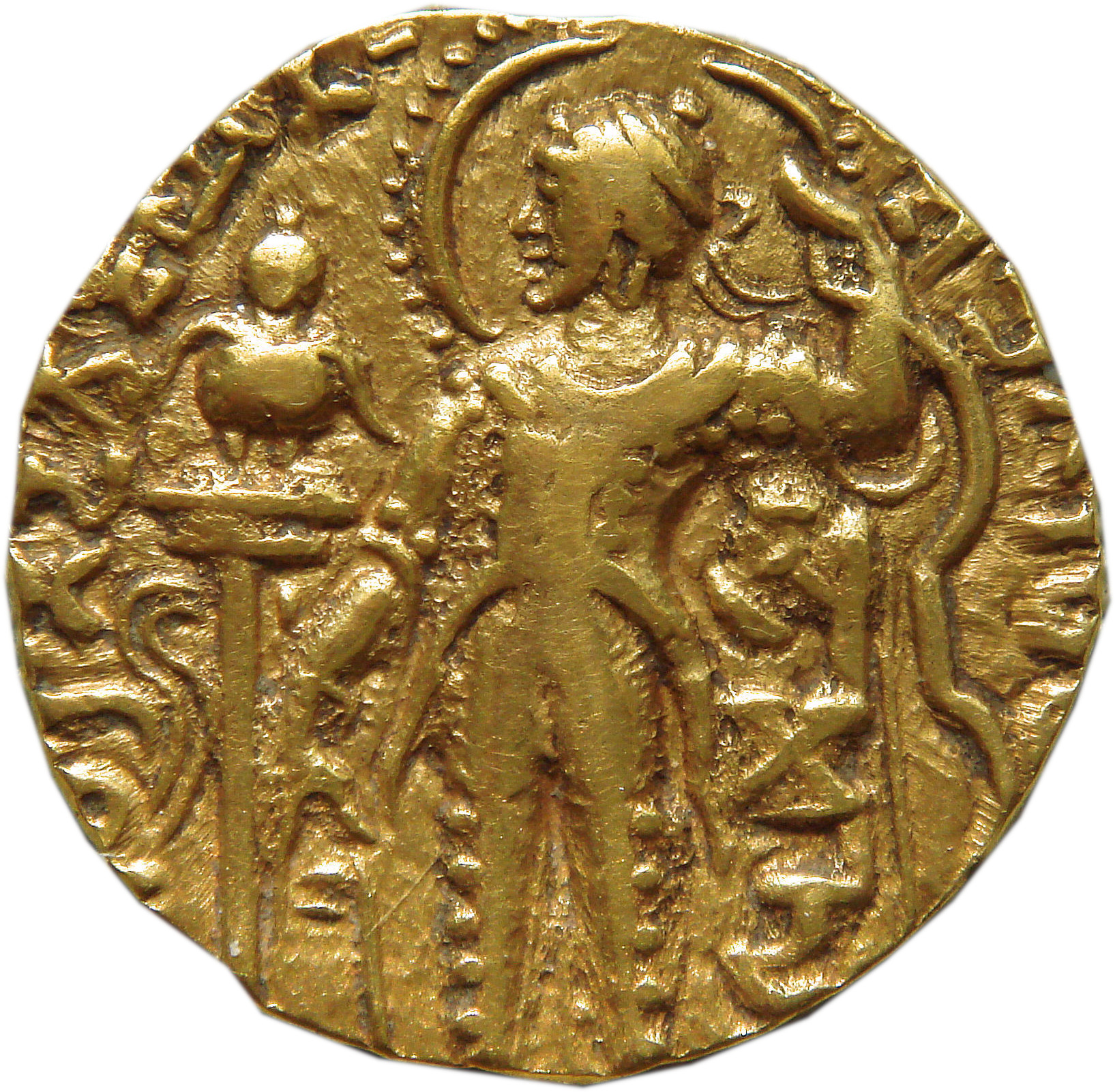
Samudragupta raffigurato con l'achkan, Impero Gupta.
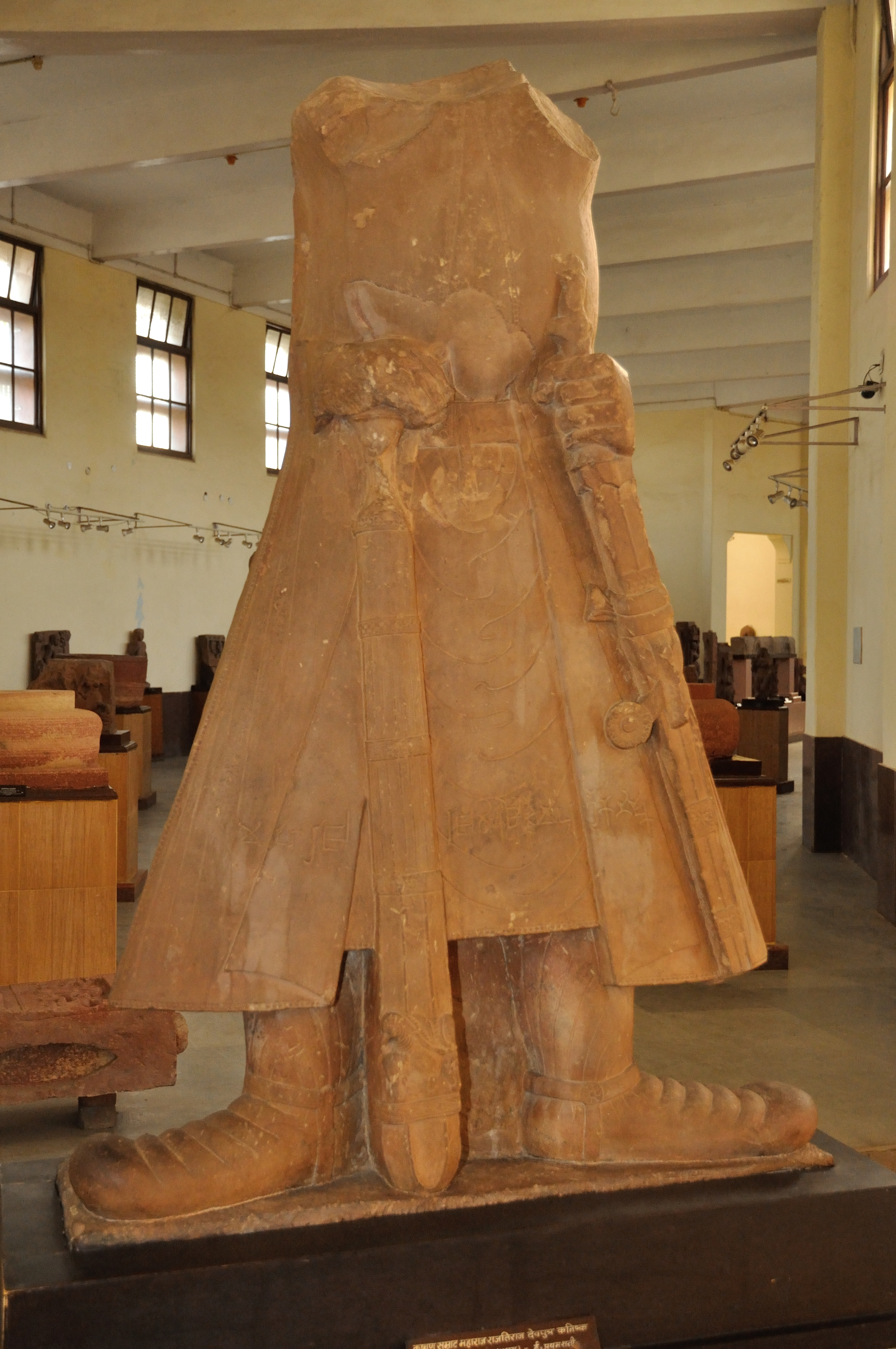
Scultuta di uomo con l'achkan, sash e altri costumi, I secolo.
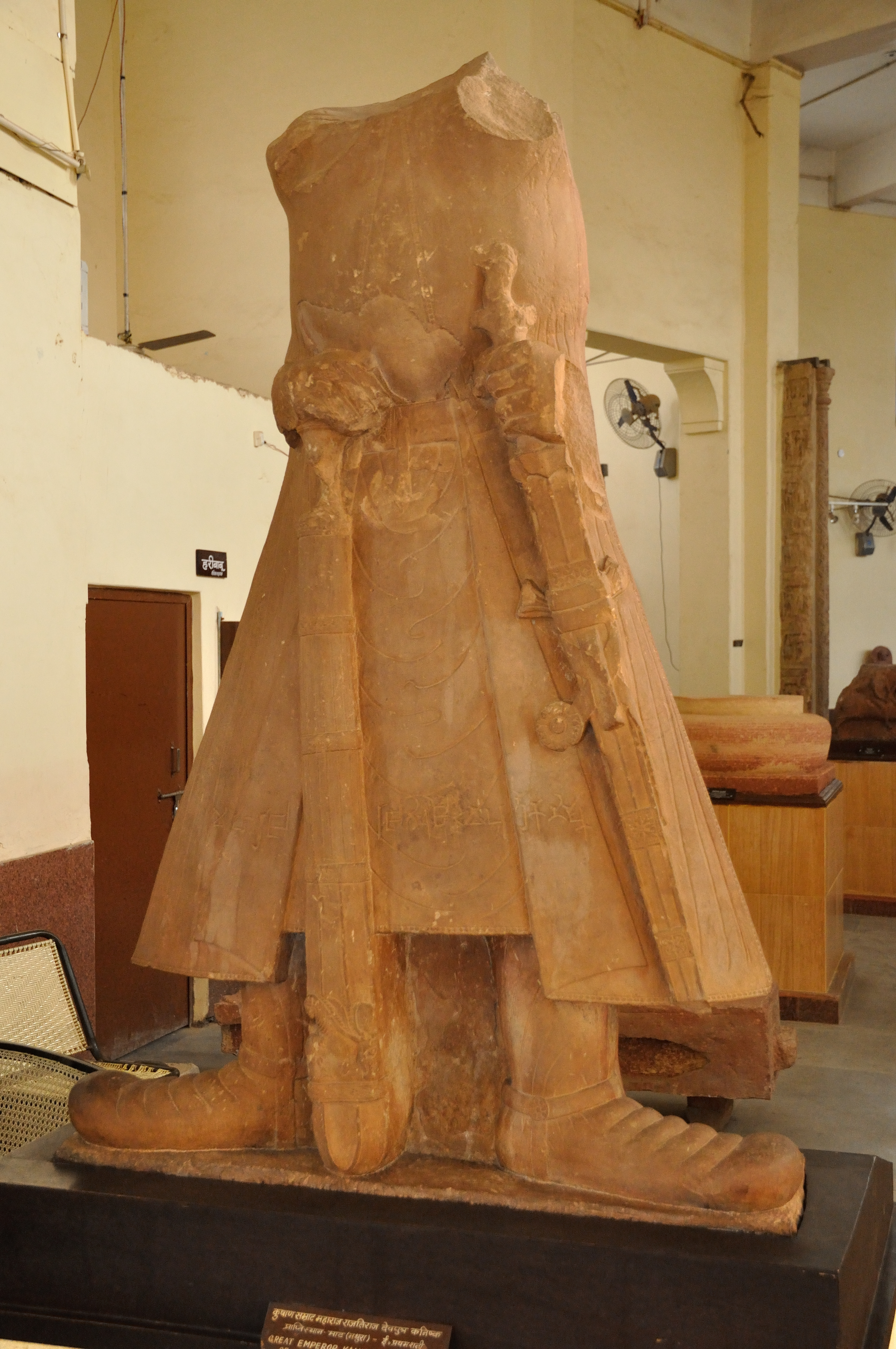
Scultuta di uomo con l'achkan, sash e altri costumi, I secolo.
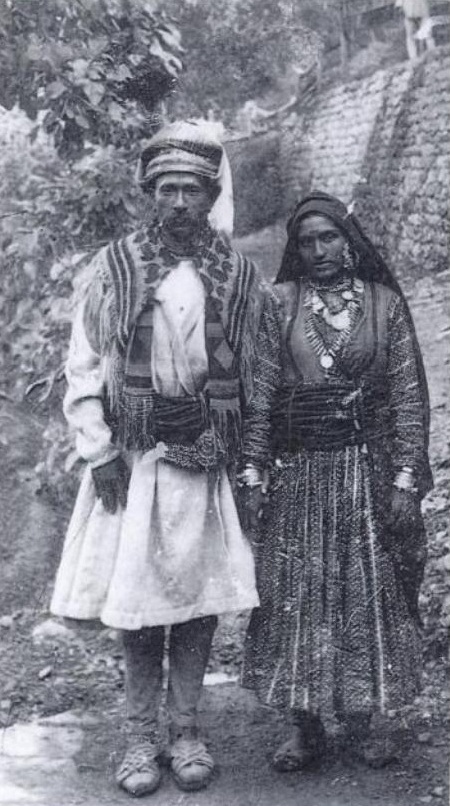
A man dressed in achkan with dora or sash wrapped around the waist.
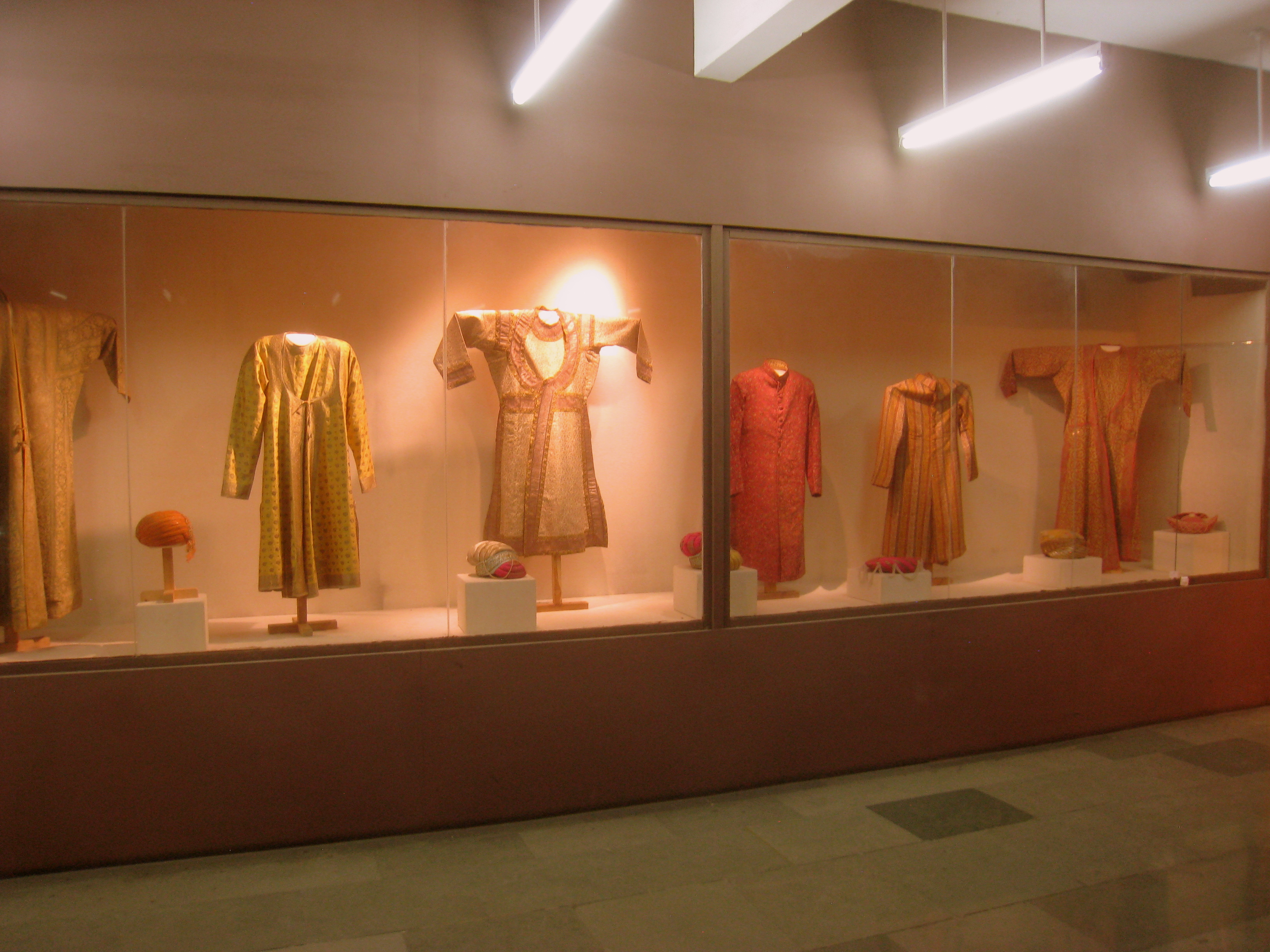
Diversi stili di achkan e Angarkha, Delhi museo del tessile.
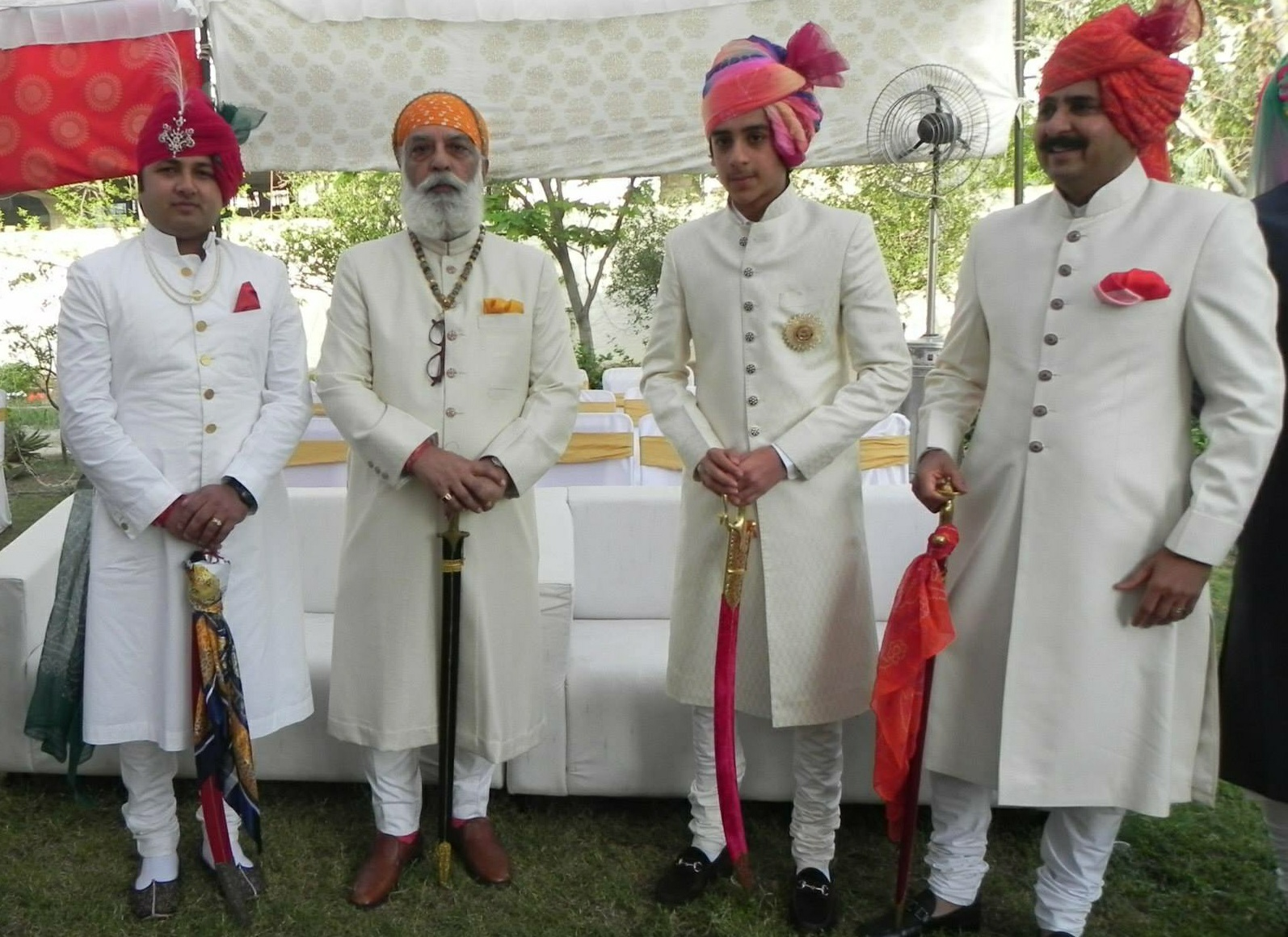
Achkan indossato da uomo Rajput durante un matrimonio indù in Rajasthan, India.